# Капчинский, Илья Михайлович
Илья Михайлович Капчи́нский (1919—1993) — советский физик, специалист в области физики ускорителей.

## Биография
Сын кинорежиссёра, организатора кинопроизводства и члена Еврейского антифашистского комитета Михаила Яковлевича Капчинского (1889—1981).
в 1942 году окончил физический факультет МГУ. В 1943—1958 годах работал в НИИ по радиолокации. С 1958 года — начальник отдела техники линейных ускорителей в Институте теоретической и экспериментальной физики (ИТЭФ), в 1991—1993 годах главный научный сотрудник ИТЭФ.
Разрабатывал линейные ускорители ионов для Института теоретической и экспериментальной физики в Москве (И-2) и Института физики высоких энергий в Протвино (И-100), за что в 1970 году был удостоен Государственной премии. Вместе с В. В. Владимирским предложил для расчётов сильноточных пучков использовать фазовое распределение частиц, называемое теперь распределением Капчинского-Владимирского (KV-distribution). Также совместно с В. Владимирским и В. А. Тепляковым разрабатывал метод фокусировки пучка высокочастотным полем (ВЧ-квадруполь), за что награждён Ленинской премией в 1988 году.
Был похоронен на Донском кладбище, впоследствии прах перевезен в Торонто (Канада).

## Сочинения
- Методы теории колебаний в радиотехнике. — М., 1954.
- Динамика частиц в линейных резонансных ускорителях. — М., 1966.
- Теория линейных ускорителей. — М., 1982.